# Dirndl

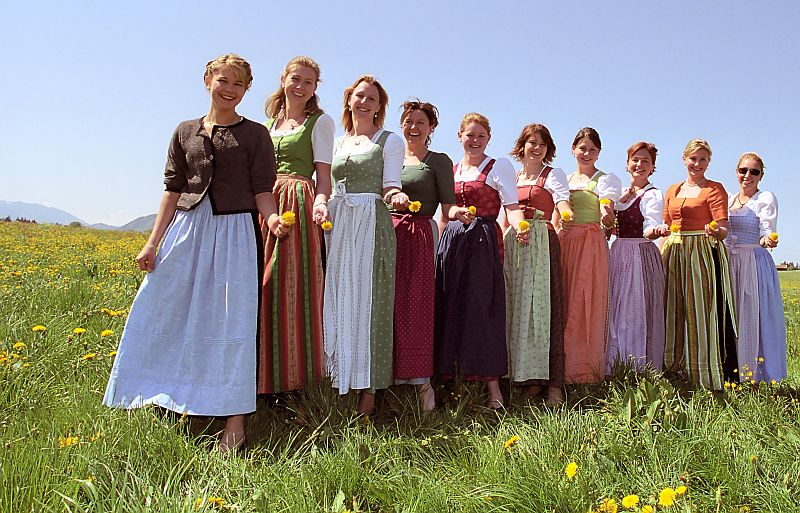
Dirndl

Een dirndl is een traditionele Beiers/Oostenrijkse klederdracht, gebaseerd op een mengeling van klederdracht en dienstbodenkleding uit 1870. Dirndls worden bijvoorbeeld tijdens het Oktoberfest in München gedragen. In Zuid-Duitsland en Oostenrijk worden de dirndls ook veel gedragen tijdens kerkelijke en andere feesten. In bepaalde regio´s (Salzkammergut) zelfs nog vaker, net zoals lederhosen voor de mannelijke bevolking.
De dirndl benadrukt de vrouwelijke vorm door de taille wat in te snoeren en de boezem voller te laten lijken. Indien een dirndl correct gedragen wordt, toont deze de 'status' van de draagster. Indien zij de veterknoop (Schleife) aan de rechterkant knoopt, geeft ze hiermee aan dat ze getrouwd, verloofd of op een andere wijze "vergeven" is. Een knoop aan de linkerkant geeft aan dat de draagster vrijgezel is. Indien de knoop aan de voorkant vastgemaakt wordt, geeft dit aan dat de vrouw in kwestie nog maagd is. Een knoop aan de achterkant duidt een weduwe aan.
Het woord dirndl is een ander woord in Oostenrijk voor een jonge vrouw, en etymologisch verwant met deerne. De traditionele kleding op volksfeesten is korte of lange dirndl voor het meisje of de vrouw en korte of lange lederhose voor de jongen of de man. Op verschillende scholen hoorde de dirndl (voor meisjes) en lederhose (voor jongens) tot de traditionele schoolkleding.

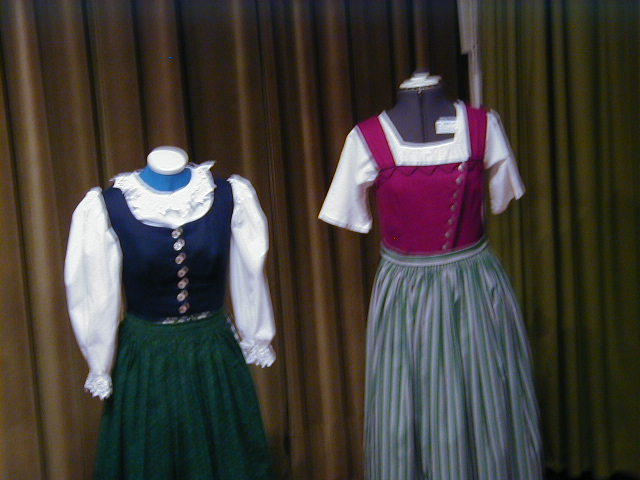
Dirndls uit Muehlviertel
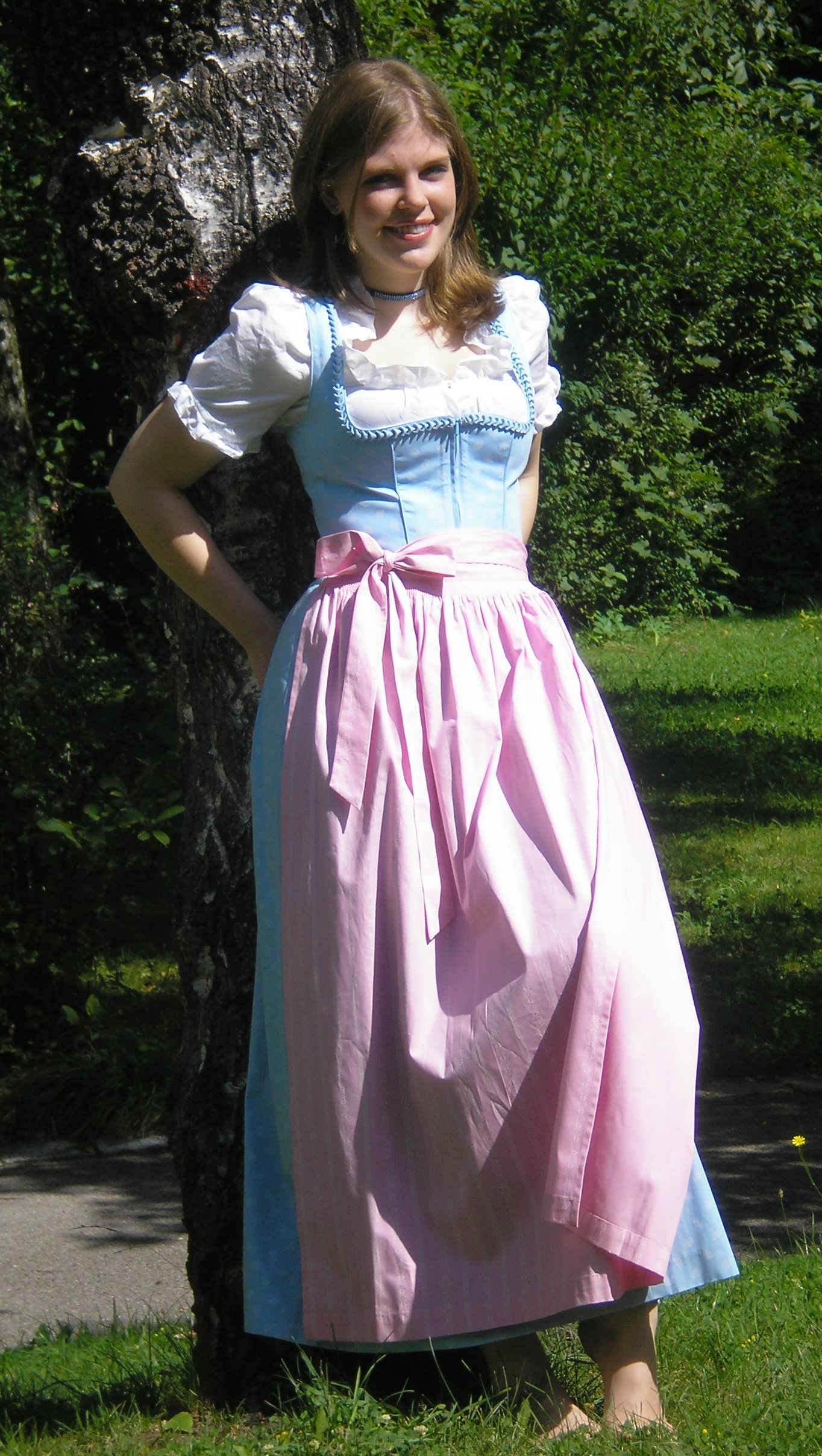
Lange dirndl
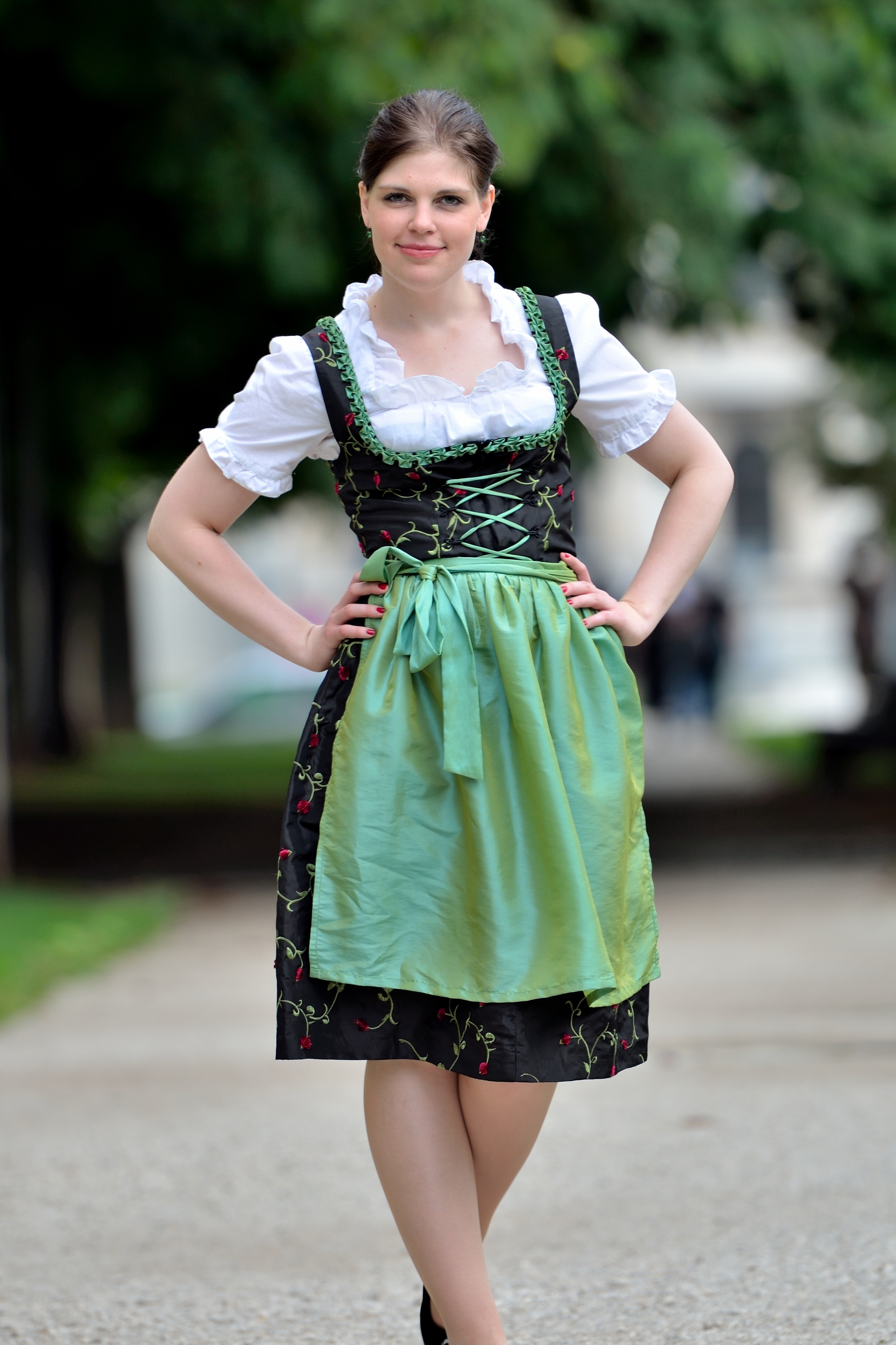
Korte dirndl
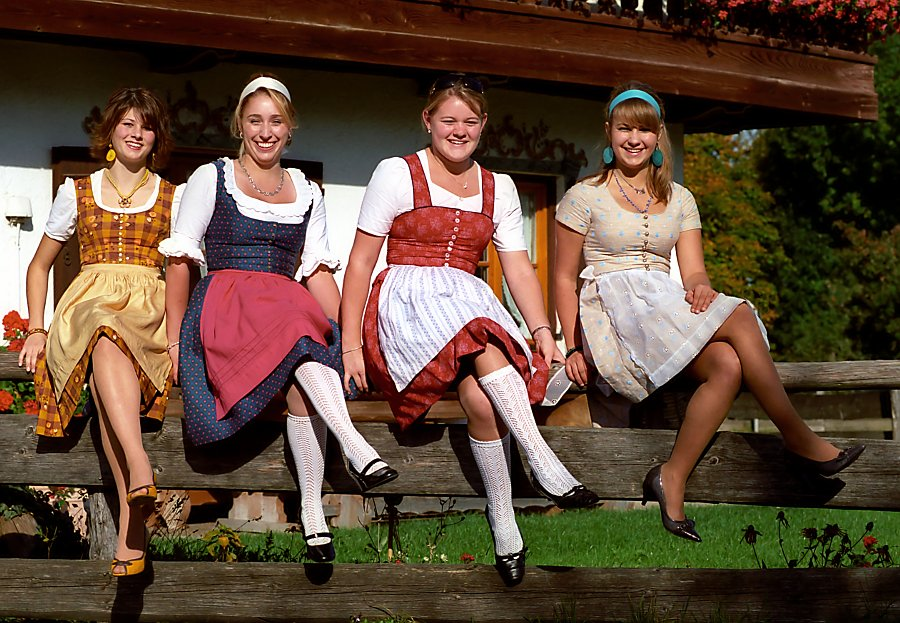
Verschillende vrouwen in dirndls